# اسلام در کرواسی

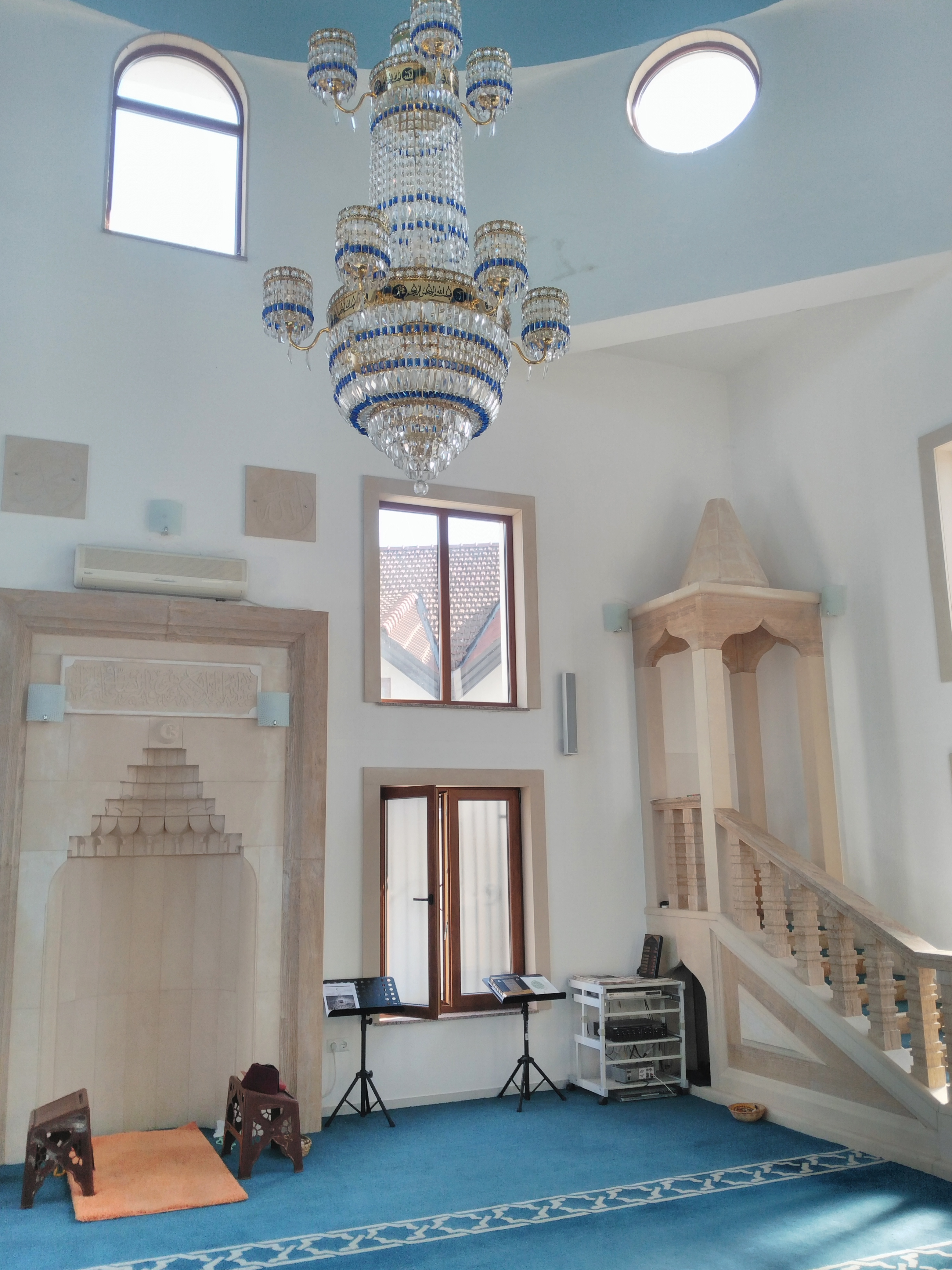
ورودی مسجد گونیا

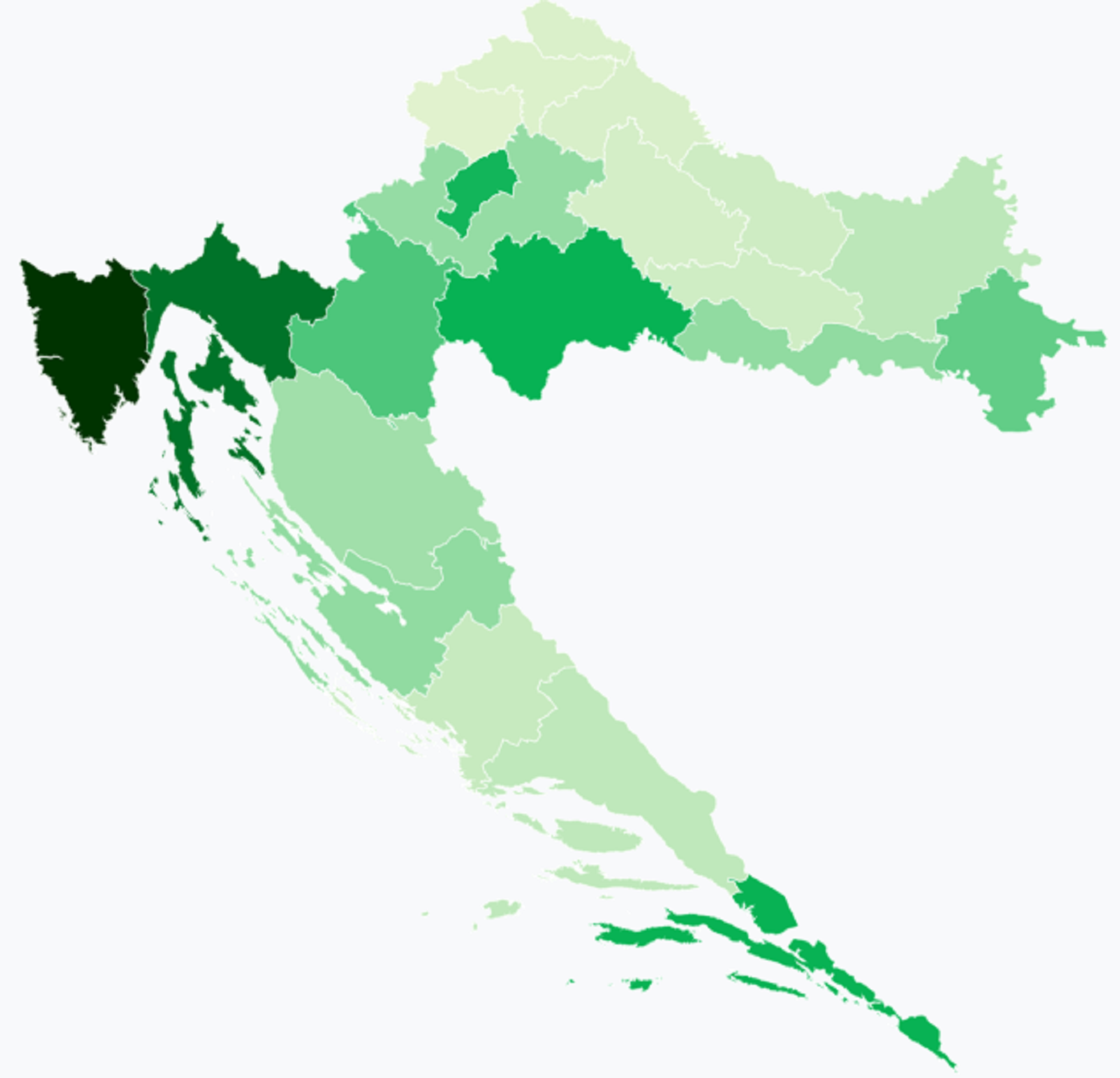
نقشه پراکندگی مسلمانان در کرواسی بر پایه شهرستان

اسلام در کرواسی دومین دین در کرواسی از لحاظ جمعیت پس از مسیحیت است. بنا بر آمارگیری سال ۲۰۱۱، ۱٬۴۷٪ از مردمان کرواسی پیروان دین اسلام هستند و ۹۷٪ مسیحی و ۲٬۵٪ بی‌دین، آتئیست، آگنوستیک یا غیرمذهبی هستند.
در دوران حکومت امپراتوری عثمانی در سده‌های ۱۵ و ۱۶ میلادی اسلام به کرواسی معرفی شد. در این دوران بخش‌هایی از پادشاهی کرواسی توسط عثمانی اشغال شد که منجر به مسلمان‌شدن بخش از کروات‌ها به اسلام شد که برخی به خاطر اسیر بودن و برخی به خاطر سیستم دوشیرمه به اسلام روی آوردند. با این وجود، کروات‌ها همچنان به سختی با عثمانیان مبارزه می‌کردند که مرزهای امپراتوری عثمانی در اروپا تثبیت کرد. در سال ۱۵۱۹، کرواسی توسط پاپ لئون دهم به عنوان سنگر جهان مسیحیت شناخته شد.
جامعه مسلمانان کرواسی (به کرواتی: Mešihat Islamske Zajednice u Hrvatskoj) سازمان مسلمانان کرواسی است که توسط حکومت به رسمیت شناخته شده‌است.
در سال ۲۰۱۱، ۶۲٬۹۷۷ مسلمان در کرواسی زندگی می‌کردند که بسیاری از آن‌ها خود را بوسنیایی (۳۱٬۴۷۹) معرفی کردند و دیگران خود را آلبانیایی (۹٬۵۹۴)، کولی (۵٬۰۳۹)، ترک (۳۴۳)، مقدونی (۲۱۷)، مونته‌نگرویی (۱۵۹)، احمدیه (۱۶) معرفی کردند و دیگران (۲٬۲۴۰) پاسخی ندادند.